# Liste der Mitglieder der American Academy of Arts and Sciences/1946
Im Jahr 1946 wählte die American Academy of Arts and Sciences 40 Personen zu ihren Mitgliedern.

## Neu gewählte Mitglieder
- Chester M. Alter (1906–2006)
- James Gilbert Baker (1914–2005)
- John Landes Barnes (1906–1976)
- Paul Doughty Bartlett (1907–1997)
- George Wells Beadle (1903–1989)
- Roland Frank Beers (1899–1985)
- Brand Blanshard (1892–1987)
- Clarence Saunders Brigham (1877–1963)
- Theodore Henry Brown (1888–1973)
- Harvey Hollister Bundy (1888–1963)
- Subrahmanyan Chandrasekhar (1910–1995)
- Winston Churchill (1874–1965)
- Ralph Erskine Cleland (1892–1971)
- George Raleigh Coffman (1880–1958)
- William George Constable (1887–1976)
- John Sloan Dickey (1907–1991)
- Lee Alvin DuBridge (1901–1994)
- David Frank Edwards (1881–1964)
- Howard Wilson Emmons (1912–1998)
- John Franklin Enders (1897–1985)
- John Huston Finley, Jr. (1904–1995)
- Rudolf Florin (1894–1965)
- Clarence Decatur Howe (1886–1960)
- Cornelius Searle Hurlbut (1906–2005)
- Charles Alderson Janeway (1909–1981)
- Bertil Lindblad (1895–1965)
- Otto Eduard Neugebauer (1899–1990)
- Jan Hendrik Oort (1900–1992)
- James Lee Peters (1889–1952)
- Kenneth David Roeder (1908–1979)
- Francisco Romero (1891–1962)
- Huntley Nowell Spaulding (1869–1955)
- Stanley Smith Stevens (1906–1973)
- Robert Burgess Stewart (1908–1980)
- Walter Hugo Stockmayer (1914–2004)
- Harold Walter Stoke (1903–1982)
- Julius Adams Stratton (1901–1994)
- Siegfried Josef Thannhauser (1885–1962)
- Edward Augustus Weeks (1898–1989)
- William Wilson Wurster (1895–1973)